# Brie-sous-Chalais
 Brie-sous-Chalais  là một xã thuộc tỉnh Charente trong vùng Nouvelle-Aquitaine tây nam nước Pháp. Xã nay có độ cao trung bình 95 mét trên mực nước biển.